# Nordrhein-Westfälischer Hapkido-Verband
Der Nordrhein-Westfälische Hapkido-Verband e.V. (NWHV) ist ein Sportfachverband für Hapkido in Nordrhein-Westfalen. Sitz des Verbandes ist Duisburg.

## Aktivitäten
Der NWHV ist ein Sportfachverband, der über den Dachverband für Budotechniken Nordrhein-Westfalen e.V. Mitglied im Landessportbund Nordrhein-Westfalen und dem Deutschen Olympischen Sportbund ist. Außerdem besteht eine Mitgliedschaft im Deutschen Hapkido Bund. Mitglied im NWHV können gemeinnützige  Hapkidovereine und -abteilungen von Vereinen werden.
Im NWHV sind zurzeit die folgenden Hapkido-Systeme organisiert: 
- Kuk Sul Won Hapkido
- Hanminjok Hapkido
- System Kim Sou Bong
- Shinson Hapkido
- IHF-Hapkido
- Ultimate Hapkido

Der NWHV bildet außerdem das Dach zur Entwicklung weiterer Kampfkunst-Verbände:
- Haidong Gumdo (koreanischer Schwertkampf)[2]
- Pencak Silat (indonesische Kampfkunst)[3]
- Ka-Si-Do[4]

Darüber hinaus bietet der Verband seinen Mitgliedern ein eigenes, reformiertes Selbstverteidigungssystem an, das von einer Kommission des Verbandes aus dem traditionellen Hapkidosystem des NWHV entwickelt wurde.
Im Jahr 1975 wurde ein Wettkampfsystem eingeführt, um sich in sportlichen Disziplinen messen zu können. Gegenwärtig richtet der NWHW jährliche Landesmeisterschaften aus.
Die Kampfdisziplin Chayu Daeryeon basiert auf einem Leichtkontaktregelwerk mit der Möglichkeit neben Hand- und Fußtechniken auch Würfe und Hebel anzuwenden. Zusätzliche Disziplinen sind: 
- Formen (Hyeong)
- Selbstverteidigung (Hosinsul)
- Bruchtests (Gyeokpa)

### Anfänge des Hapkido in NRW
Im Zuge des deutschen Wirtschaftswunders kamen 1964 erstmals südkoreanische Gastarbeiter nach Deutschland. Neben der asiatischen Lebensart brachten einige von ihnen die in Deutschland bis dahin unbekannte koreanische Kampfkunst Hapkido mit. In ihrem Heimatland war in den Jahren nach dem Koreakrieg diese Form der Selbstverteidigung aus traditionellen asiatischen Kampfkünsten entstanden. Als Bergarbeiter im Ruhrgebiet beschäftigt, kamen die südkoreanischen Danträger (Oh, Kun-Kyo) mit deutschen Bergleuten zusammen, die zu dieser Zeit die japanische Kampfkunst Judo trainierten. Sie wurden die ersten Hapkido-Schüler und übten gemeinsam mit den Südkoreanern in deren Unterkunft. Aus dieser koreanisch-deutschen Trainingsgemeinschaft bildete sich im östlichen Ruhrgebiet der Ausgangspunkt des Hapkido in NRW.
Unter der Federführung von Karl-Heinz Kickuth entwickelte sich durch diesen Kontakt ein großes Lehrgangsangebot in Judo-Vereinen. Aufgrund der zunehmenden Verbreitung wurde 1967 in Beckum der erste deutsche Hapkido-Verein gegründet. Mit Unterstützung und Förderung insbesondere von Margarethe Adolph-Knarren und Anton Greven wurde Hapkido eine selbständige Sektion im Nordrhein-Westfälischen Judo-Verband.

### Gründung des NWHV
Als sich 1982 die Struktur der Budoverbände in Nordrhein-Westfalen umgestaltete und der Nordrhein-Westfälische Judo-Verband seine Nicht-Judo-Sektionen in die Selbständigkeit entließ, wurde von den Mitgliedern der Hapkido-Sektion der Nordrhein-Westfälische Hapkido-Verband gegründet.

## Vorsitzende
- 1982–1986 Werner Bakalorz
- 1987–1993 Hermann-Josef Beckmann
- 1994–2003 Lothar Brockhusen
- 2004–2004 Holger Becker
- 2005–2015 Guido Böse
- seit 2016 Michael Richter